# ルアハ国立公園
ルアハ国立公園（ルアハこくりつこうえん、スワヒリ語: Hifadhi ya Ruaha）はタンザニア最大の国立公園。2008年にウサング動物保護区（Usangu Game Reserve）と他の重要湿地を編入し、総面積約20,226平方キロメートル (7,809 sq mi)の同国および東アフリカ最大の公園となった。ルフィジ川支流のンジョンベ川とグレートルアハ川に挟まれた160 km×90 kmの公園である。
行政的にはイリンガ州とムベヤ州にまたがり、イリンガ市の西70キロメートル (43 mi)に公園の入り口がある。ルングワ動物保護区、キジゴ・ムヘシ動物保護区（Kizigo and Muhesi Game Reserves）、ンボミパ原生自然環境保全地域（Mbomipa Wildlife Management Area）を含む、総面積45,000平方キロメートル (17,000 sq mi)に及ぶルングワ・キジゴ・ムヘシ生態系（Rungwa-Kizigo-Muhesi ecosystem）の一部を構成する。平均標高は800 mと比較的高く、タンザニア北部のセレンゲティ国立公園やンゴロンゴロ保全地域などとは全く異なった風景が広がっている。
ルアハの名は、公園の南東縁を流れるグレートルアハ川にちなみ、同川はサファリの核心である。1年のうち7か月は全く雨の降らない乾季になるため、この川には乾季に動物が集まって来る。公園にはイリンガから自動車で未舗装路を通って訪れることができるほか、空路でムセンベ飛行場（公園の本部がある）やジョンゴメル飛行場（Jongomeru Airstrip、自然保護官事務所がある）に降り立つこともできる。

## 歴史と野生動物
ドイツ領時代の1910年にサバ動物保護区（Saba Game Reserve）として指定され、イギリス領タンガニーカが1946年にルングワ動物保護区に改名した。1964年に南部を公園に編入し、国立公園となった。
園内では571種類以上の鳥類が確認され、留鳥にはサイチョウ科がおり、渡り鳥も多く飛来する。他の特筆すべき動物にチーター、ライオン、ヒョウ、リカオン、ブチハイエナ、キリン、カバ、アフリカスイギュウ、セーブルアンテロープが挙げられる。2005年よりライオン保護ユニットの1つとみなされている。
東アフリカと南部アフリカの動物相・植物相の移行帯に当たる。アカシアの森林とミオンボ林の植生界で、カモシカの棲み分けに影響を与えている。野生のイチジクが川辺に生える。動植物が織りなす景観が特徴で、渦巻くグレートルアハ川でカバが群れを成す光景が見られる。

### 課題
- 以前はアフリカゾウの生息数の多いことで知られていた[2]。2009年にはルアハ・ルングワ生態系で34,000頭を数えたが[10]、2015年には約15,836頭（±4,759頭以内）に減少した[11]。
- 2018年2月に6頭のライオンと74羽のハゲタカの死骸が発見され、毒殺されたものとみられている[12][13]。

## 園内の風景

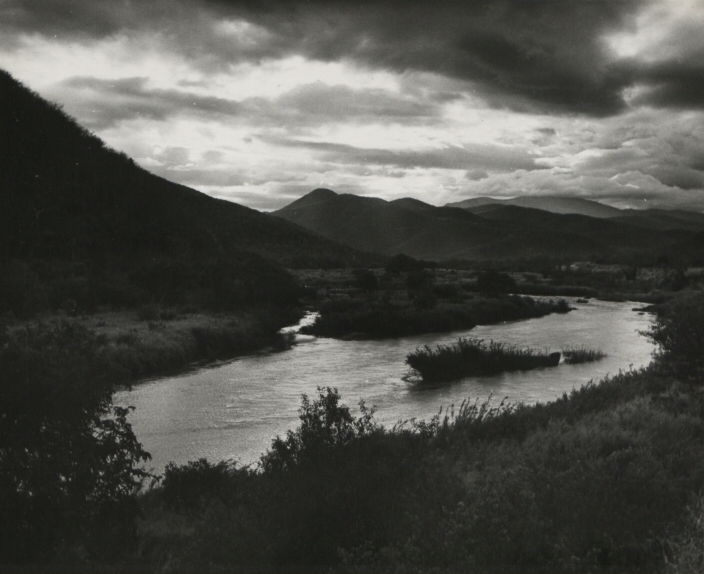
峡谷
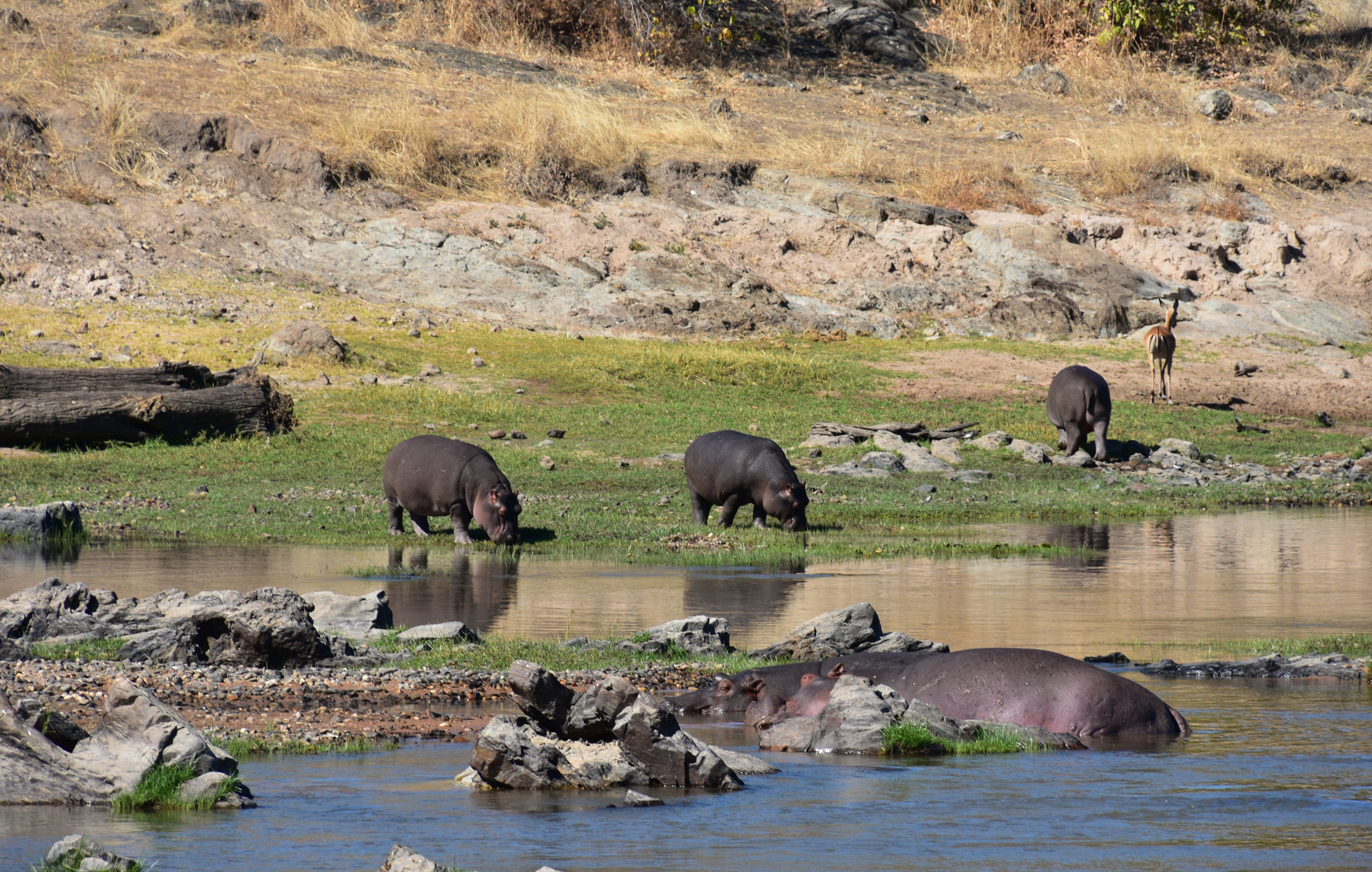
カバ
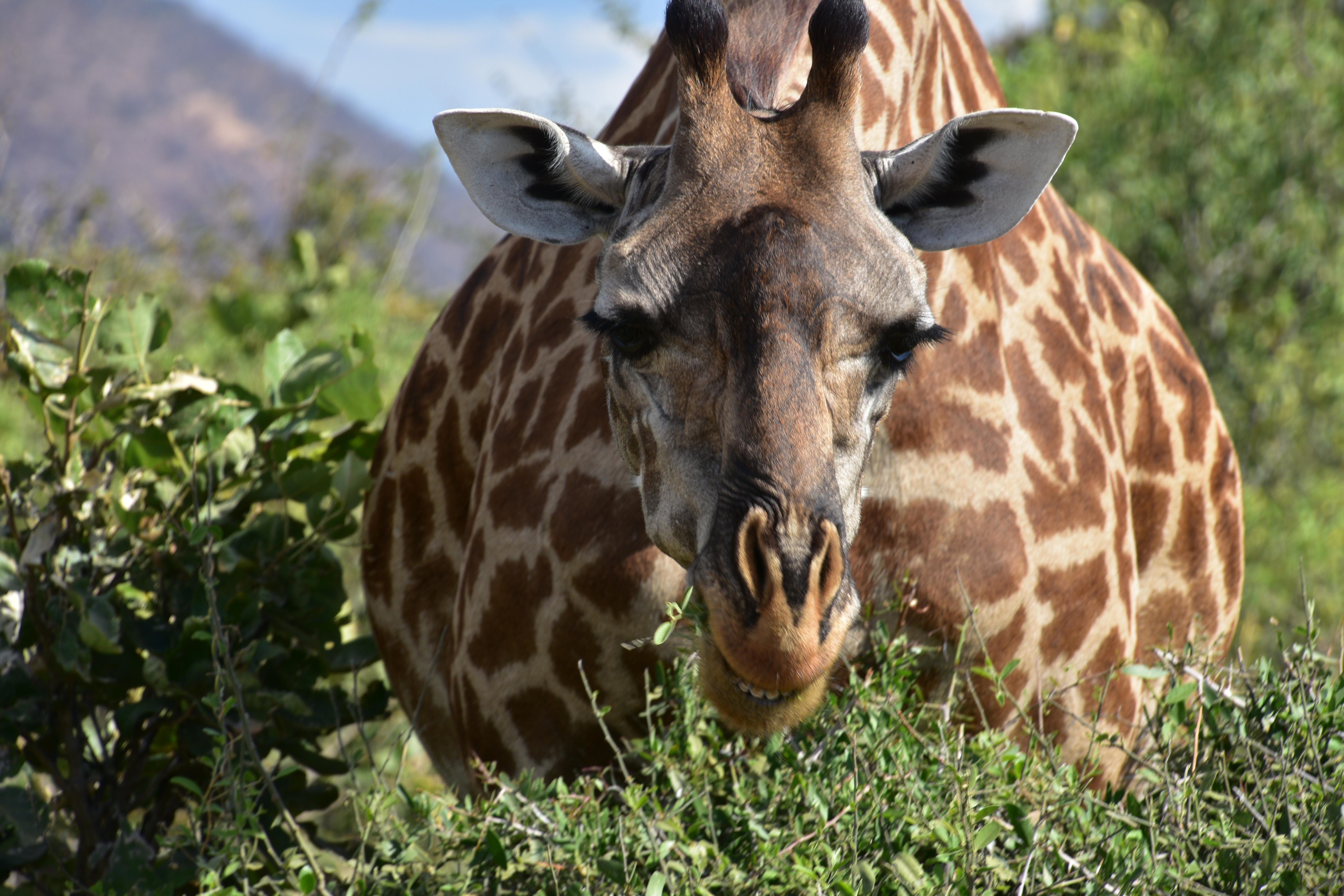
キリン
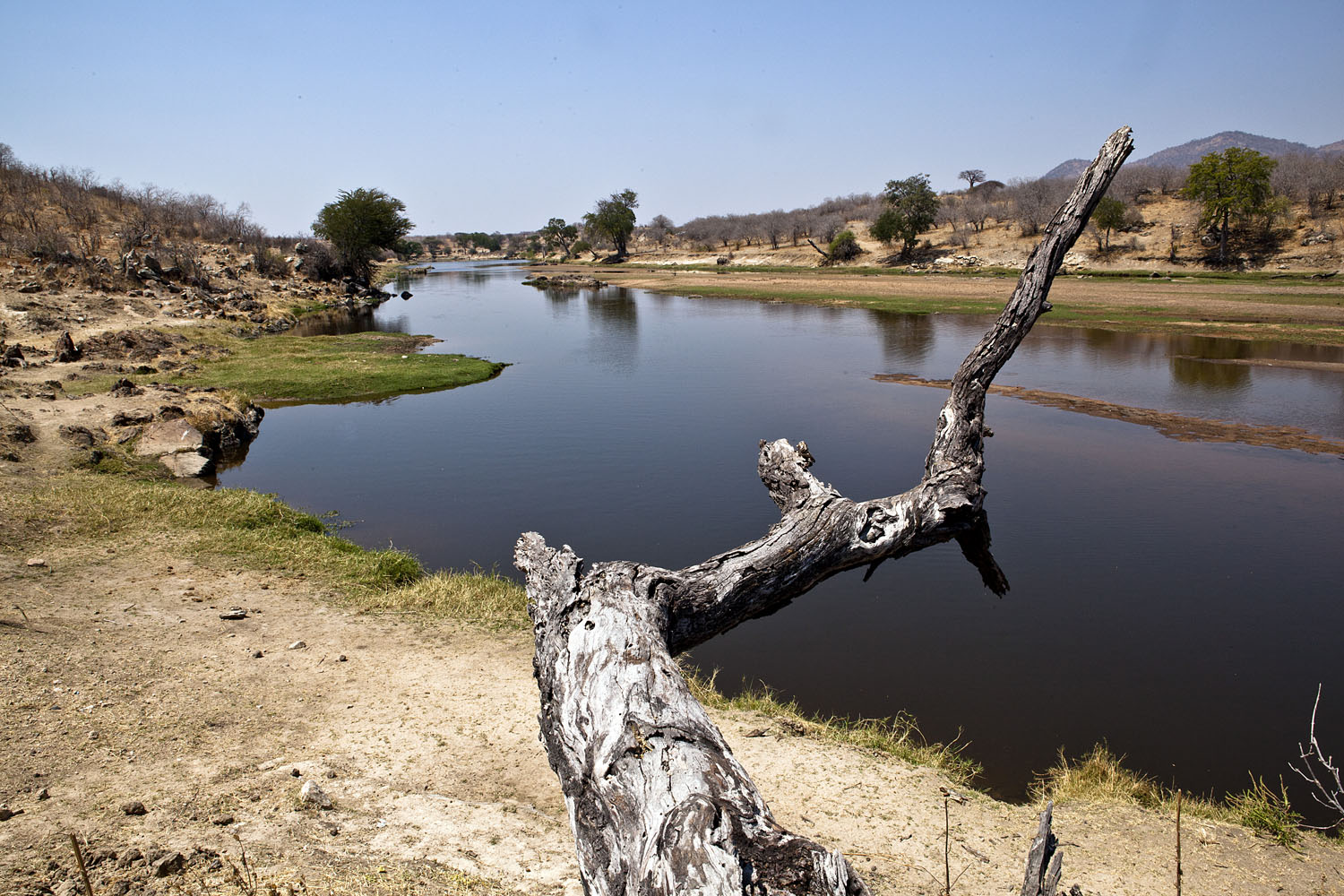
川
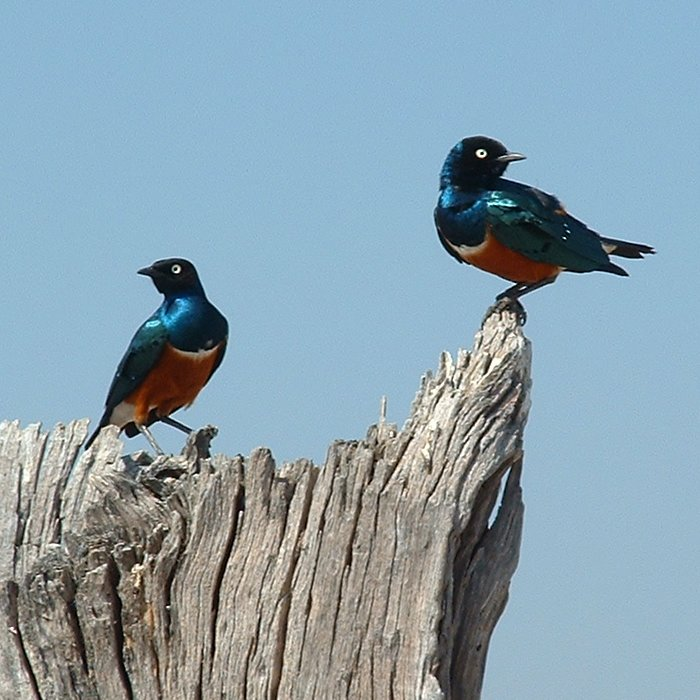
ツキノワテリムク
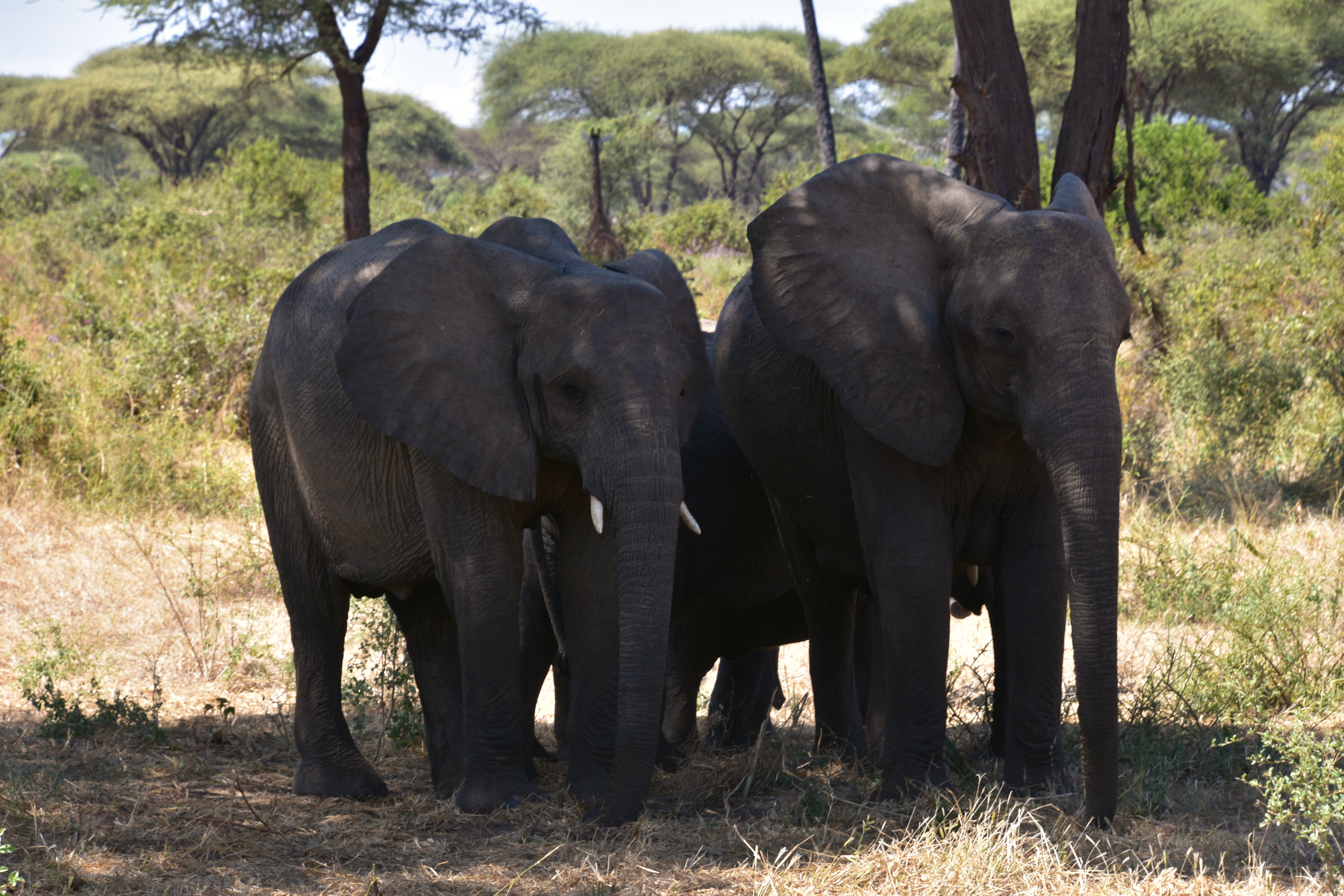
アフリカゾウ
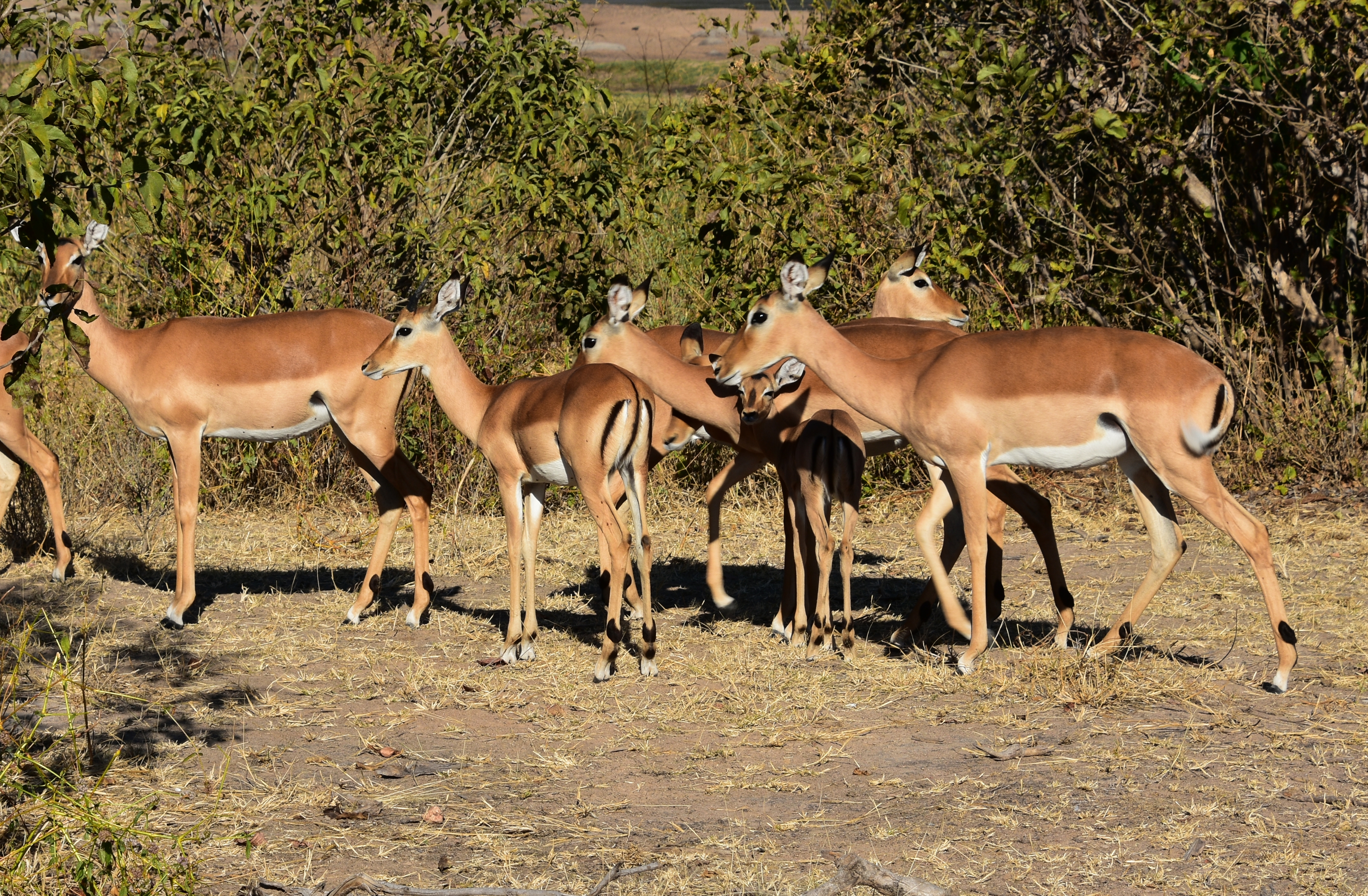
インパラ
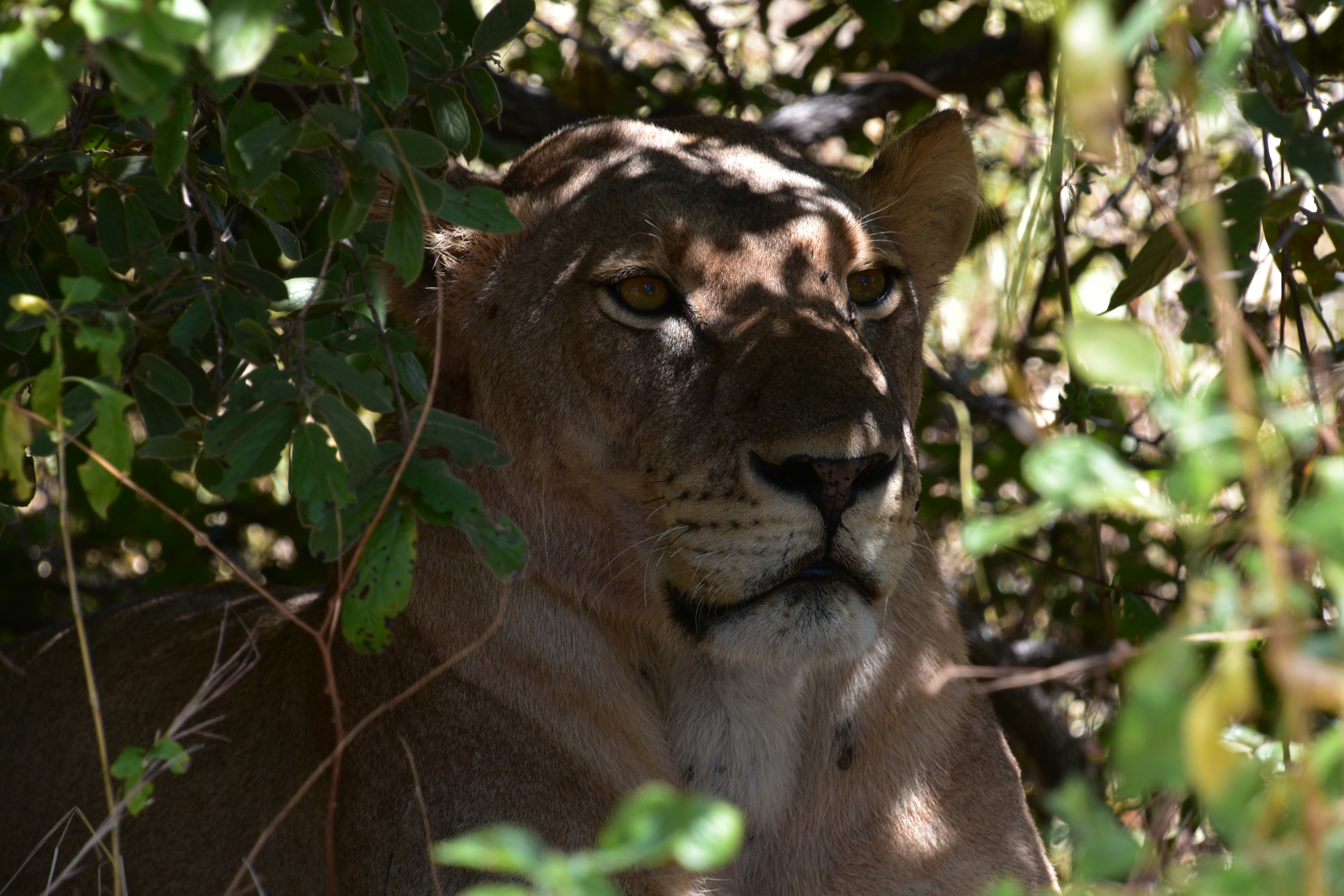
ライオン